# Doppelleben (Film)
Doppelleben ist ein deutscher Dokumentarfilm von Douglas Wolfsperger aus dem Jahr 2012.

## Inhalt
Douglas Wolfsperger untersucht in seiner Dokumentation das Phänomen doppelter Identitäten. Unter anderem verfolgt er dabei das Leben von zwei Angela-Merkel-Doppelgängerinnen, die über ihre Erfahrungen als Politikerdouble berichten. Dabei werden in humorvollen, ironischen aber auch ernsthaften Szenen tiefergehende Fragen nach Identität, Fremdwahrnehmung und Individualität berührt.

## Hintergrund
Doppelleben wurde in 26 Tagen abgedreht. Die Dreharbeiten dauerten vom 1. Februar 2011 bis zum 26. Mai 2011 und wurden in Leipzig, Berlin, Lübeck, Stuttgart und Hegau am Bodensee durchgeführt. Produziert wurde der Film von Douglas Wolfsperger Filmproduktion (Berlin) in Koproduktion mit dem Norddeutschen Rundfunk (Hamburg). Deutscher Kinostart war am 30. August 2012.

## Kritiken
„Erneut überzeugt Douglas Wolfsperger mit einer Dokumentation, deren Thema mitten aus dem Leben stammt. Ein Gutteil des Reizes, den Doppelleben vermittelt, liegt auch an den Bildern, die der Regisseur findet – sie besitzen Weite und ausgeklügelte Einstellungen und erinnern oftmals eher an einen Spielfilm.“

„Der Film besitzt realsatirische Züge, macht aber aus seinem Sujet dennoch kein Kuriositätenkabinett und nimmt seine Protagonisten stets ernst. Damit gelingen interessante Beobachtungen – auch wenn die Ausweitung auf Nebenprotagonisten eher wie eine notdürftige Dehnung des Sujets wirkt denn als eine sinnvolle Erweiterung.“